# 영원면
영원면(永元面)은 대한민국 전북특별자치도 정읍시의 면이다. 면적은 24.96km2이고, 인구는 2024년 7월 1일을 기준으로 1,649명이다. 영원면은 마한시대 구소국이었으며, 백제시대 고사부리군으로서 5방성의 하나인 중방고사성이 있었던 정치·군사의 중심지역이었다. 고려시대 영원역(瀛原驛)이 있었고 조선시대에 와서 북부면으로서 첫 행정명칭이 보였다. 그 후, 1914년 3월 행정구역 개편에 따라 북부면 태동(台洞)에 있었던 영원역(瀛原驛)에서 이름을 따, 자획(字劃)이 간단한 영원(永元)으로 써서 정읍군에 편입하였다. 처음에 북부면 구역을 장재리(長才里), 앵성리(鶯成里), 운학리(雲鶴里), 은선리(隱仙里)로, 동부면 구역을 풍월리(豊月里), 신영리(新永里), 후지리(後池里), 장문리(長文里)로 갈라 8개리로 편성했다가, 뒤에 장문리가 떨어져 나가 고부면에 편입되고, 지금은 7개리만 남게 되었다.

## 연혁
- 백제시대 고사부리군
- 조선시대 고부군 북부면, 동부면
- 1914년 정읍군 영원면
- 1987년 1월 1일 이평면 청량리 청량마을이 편입
- 1995년 1월 1일 정읍시 영원면(시, 군 통합)

## 문화재 및 관광 자원
- 정읍 은선리 고분군 - 전라북도 기념물 제57호
- 정읍 은선리 3층 석탑 - 보물 제 167호
- 정읍 은선리 토성 - 전북특별자치도 기념물 제 56호
- 정읍 후지리 탑동석불 - 전북특별자치도 유형문화재 제 98호
- 정읍 운학리 고분군 - 전북특별자치도 기념물 제 58호
- 정읍 지사리 고분군 - 전북특별자치도 기념물 제 59호
- 정읍 금사동 산성 - 전북특별자치도 기념물 제 55호
- 백정기의사기념관

## 학교
- 영원초등학교 (은선리)
- 신풍초등학교 (폐교) - 풍지길 110 (풍월리)

## 행정 구역
| 법정리명       | 마을 유래 | 자연마을 | 비고 |
| -------------- | --- | --- | ---- |
| 신영리(新永里) | 1914년 행정구역 개편 때 고부군 동부면(東部面) 신영리(新永里), 은동(銀洞), 발립리(發立里), 부지리(釜地里)의 각 일부를 병합하여 중심 마을 이름을 따서 신영이라 하고, 정읍군 영원면에 편입하였다.                                                                                             | 신영(新永)마을 발립(發立)마을 무릉(武陵)마을                                                                            |      |
| 앵성리(鶯成里) | 1914년 행정구역 개편 때 고부군 북부면(北部面) 흔랑리(欣浪里), 미전리(米田里), 앵성리(鶯成里), 덕성리(德成里), 신광리(新光里), 대흥리(大興里), 인천리(仁川里), 표정리(表井里)각 일부를 병합하여, 중심마을 이름을 따서 앵성리라 하고, 정읍군 영원면에 편입하였다.                            | 미전(米田)마을 흔랑(欣浪)마을 앵성(鶯成)마을 수성(水城)마을 신성(新城)마을 노교(盧橋)마을                               |      |
| 운학리(雲鶴里) | 1914년 행정구역 개편 때 고부군 북부면 금곡리(金谷里), 학송리(鶴松里), 서당리(書堂里), 태동(台洞), 신평리(新平里), 운학리(雲鶴里)를 병합하여, 중심 마을 이름을 따서 운학리라 하고, 정읍군 영원면에 편입하였다.                                                                              | 금곡(金谷)마을 태동(台洞)마을 운학(雲鶴)마을                                                                            |      |
| 은선리(隱仙里) | 1914년 행정구역 개편 때 고부군 북부면 갈선리(葛仙里), 두만리(斗萬里), 신탑리(新塔里), 모산리(茅山里), 지사리(智士里), 은선리(隱仙里)를 병합하여, 중심 마을의 이름을 따서 은선리라 하고, 정읍군 영원면에 편입하였다.                                                                        | 갈선(葛仙)마을 모산(募山)마을 탑립(塔立)마을 은선(隱仙)마을                                                             |      |
| 장재리(長才里) | 1914년 행정구역 개편 때, 고부군 북부면 신성리(新成里), 주천리(珠川里), 덕성리(德成里), 미전리(米田里)와 궁동면(宮洞面) 양재리(良才里), 백양리(白良里), 청양리(靑良里)및 거마면(巨麻面) 쌍교리(雙僑里) 각 일부를 병합하여, 중심 마을 이름을 따서 장재리라 하고, 정읍군 영원면에 편입하였다. | 장재(長才)마을 신기(新基)마을 백양(白良)마을 주촌(蛛村)마을 청량(靑良)마을                                              |      |
| 풍월리(豊月里) | 1914년 행정구역 개편 때에, 고부면 동부면 연지리(蓮地里), 풍촌(豊村), 월현리(月鉉里)와 서부면(西部面) 홍원리(洪元里), 덕림리(德林里), 율포리(栗浦里) 각 일부를 병합하여, 풍월과 월현의 약칭 풍월리라 하고, 정읍군 영원면에 편입하였다.                                                      | 북풍(北豊)마을 남풍(南豊)마을 풍양(豊陽)마을 연지(蓮地)마을 월현(月炫)마을 월산(月山)마을 신월(新月)마을 경산(庚山)마을 |      |
| 후지리(後池里) | 1914년 행정구역 개편 때에 고부면 동부면 효죽리(孝竹理), 후지리(後池里), 용동(龍洞), 신기리(新基里), 부지리(釜池里), 풍촌(豊村)의 각 일부와 북부면(北部面) 효문리(孝門里)를 병합하여, 중심 마을 이름을 따서 후지리라 하고, 정읍군 영원면에 편입하였다.                                      | 효문(孝門)마을 후지(後池)마을 성지(成池)마을                                                                            |      |